# Planície de Abala
A planície de Abala (em armênio: Աբաղայի դաշտ; romaniz.: Abałayi dašt) é uma planície na província de Vã, na Turquia, a nordeste do lago de Vã, na bacia do rio Bercri. Faz fronteira com as serras de Salcanse e Cotur. A área é de cerca de 1 800 quilômetros quadrados, a uma altitude de 1800-2000 metros. A base é constituída por lavas expelidas das montanhas circundantes, cobertas por sedimentos lacustres. A superfície é plana, com colinas remanescentes ocasionais. Existem reservas de basalto, tufo, calcário e turfa.